# Left for Dead
Left for Dead és una pel·lícula estatunidenca-Argentina western de terror de 2007 dirigida per Albert Pyun i protagonitzada per Victoria Maurette.

## Sinopsi argumental
A Mèxic l'any 1895, Clementine Templeton rastreja obsessivament l'home buscat conegut com Sentenza per haver.la abandonat a ella i al seu fill. En els seus viatges, es troba amb una banda d'antigues prostitutes liderada per Mary Black, la filla de la qual també va quedar embarassada i abandonada per Sentenza.
Finalment localitzen la seva presa i l'arraconen en una ciutat fantasma remota anomenada Amnesty. Que està perseguida pel fantasma venjador del predicador assassinat Mobius Lockhardt, que ha fet un pacte amb el diable per romandre com un esperit terrestre incapaç de viatjar més enllà de les fronteres del cementiri de la ciutat i matar a qualsevol que l'envaeixi.
Però hi ha molts secrets que envolten el grup i la ciutat d'Amnesty, i els motius de tots no són els que semblen a primera vista. A mesura que les traïcions sagnants i les malifetes tornen per perseguir-los, hauran d'enfrontar-se al seu passat si esperen escapar amb vida d'Amnesty i de l'ira venjativa de Mobius Lockhardt.

## Repartiment
- Victoria Maurette com a Clementine Templeton
- María Alche com a Dora
- Soledad Arocena com a Cota
- Andres Bagg com Mobius Lockhardt
- Janet Barr com Mary Black
- Javier De la Vega com a Blake
- Adnen Helali com a Garrett Flaherty
- Oliver Kolker com Frankie Flaherty
- Brad Krupsaw com Conner Flaherty
- Mariana Seligmann com a Michelle Black

## Producció
La pel·lícula es va rodar en 12 dies, íntegrament a l'Argentina.

## Premis
- 2007 – Millor Director (Albert Pyun) – Estepona XIII. Setmana Internacional de Cinema Fantàstic de la Costa del Sol[4]
- 2007 – Millor Actriu (Victoria Maurette) – Buenos Aires Rojo Sangre[5]